# Hydraschema mirim
Hydraschema mirim är en skalbaggsart som beskrevs av Martins och Maria Helena M. Galileo 1998. Hydraschema mirim ingår i släktet Hydraschema och familjen långhorningar. Inga underarter finns listade i Catalogue of Life.